# Hilma Ehn
Hilma Olivia Ehn (född Häggblad), född 20 mars 1874 i Järpås i Skaraborgs län i Västergötland, död 28 oktober 1963 på Kungsholmen i Stockholm, verksam inom service- och musikbranschen, gift med ingenjören Johannes Ehn (1870-1928).

## Biografi
När Hilma var barn flyttade familjen till Kungsängen i Upplands-Bro kommun nordväst om Stockholm där hon växte upp. Hennes far var vagnuppsättare och timmerman. Hennes mor var barnmorska (eller ackuschörska som det hette på den tiden), hedrad av före detta tacksamma patienter för sin omvårdnad, efter 30-årig verksamhet.

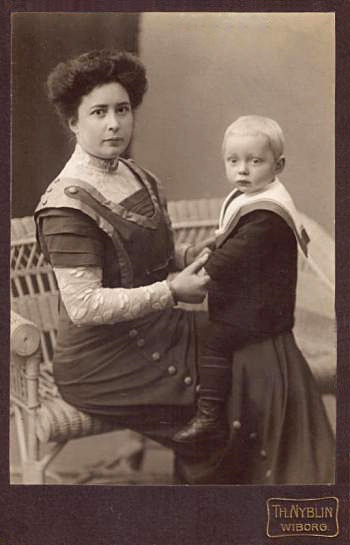
Hilma Ehn med sonen Alf Tankred, porträtt från 1908 av Thorvald Nyblin, Wiborg.

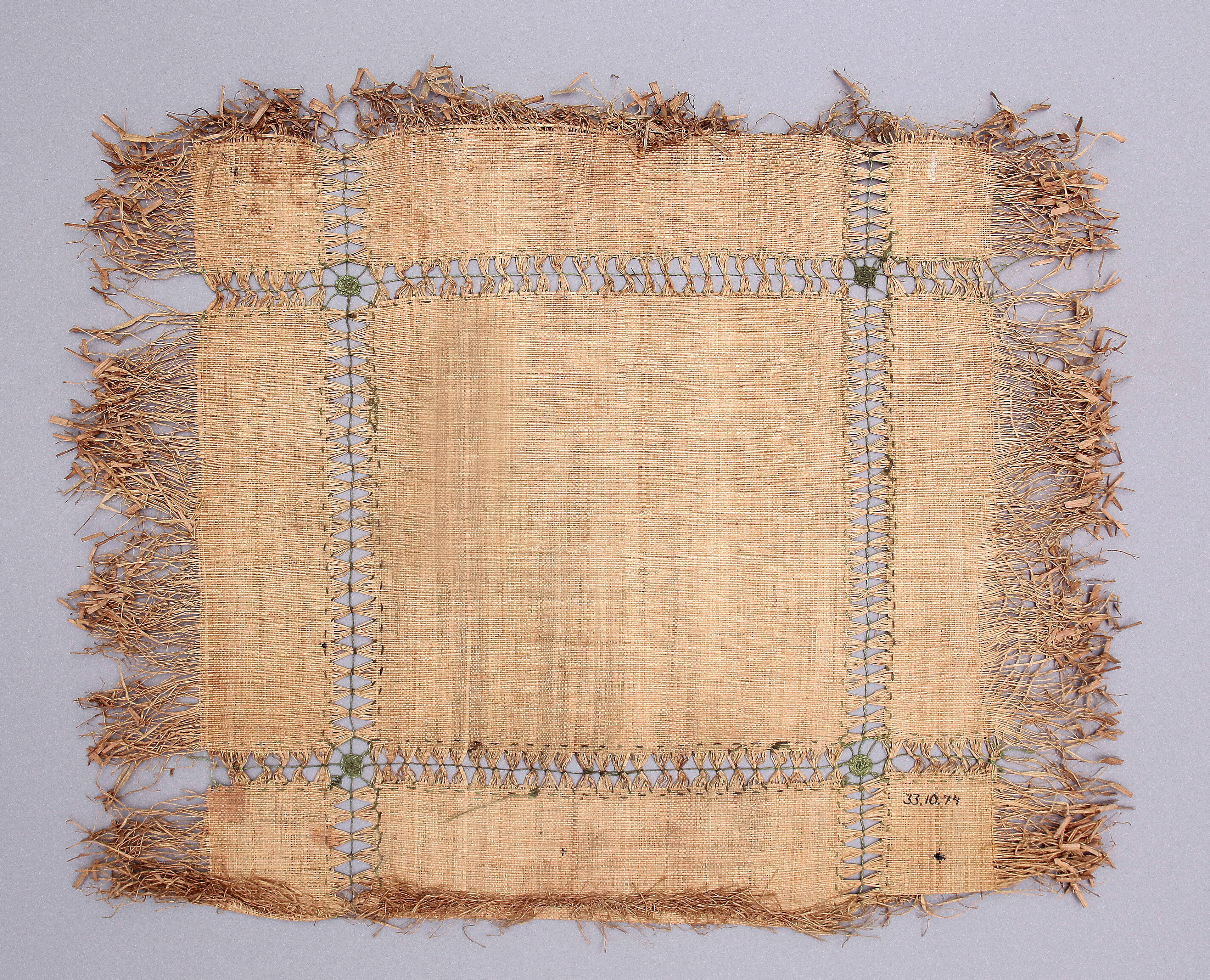
1933.10.0074. Basttyg från Kongo, ur Världskulturmuseets samlingar.

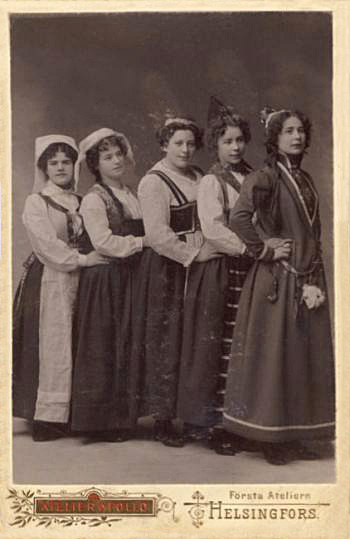
Sånggruppen Göta, porträtt av Atelier Apollo, Helsingfors. Hilma Ehn syns längst fram i raden.

Hilma födde 1907 sonen Alf Tankred, ännu ogift. Fadern var ingenjören Johannes Ehn (1870-1928), som arbetade i Kongo i flera perioder åren 1895-1927. Han var däremellan hemma i Sverige. Hilma bodde en period i Wiborg i Finland när sonen var liten, tillsammans med sin mor och sina syskon.
1911 åkte hon ner till dåvarande Belgiska Kongo för att besöka och gifta sig med Johannes Ehn. De gifte sig i Boma den 2 juni 1911 och vigseln var borgerlig. Hon var hans andra hustru och en sällskapsmänniska som gillade resor och äventyr. Hon gick exempelvis på krokodiljakt under sitt besök i Kongo.
Hon hade diverse serviceyrken som handlerska och uppasserska. 1924 hade hon ett konditori på Sankt Eriksgatan 26. På 1940-talet arbetade hon på Standard Hotell i Nyköping.
Hon växte upp i en musikalisk familj och spelade själv mandolin och gitarr. Som ung reste hon och hennes systrar Amanda Charlotta och Anna Elisabeth runt med sånggruppen Göta och sjöng i folkdräkt, bland annat i Tyskland och Finland. Hilmas bror Knut Antonius Häggblads barn Nils Antonius Häggblad och Vanja Häggblad spelade och sjöng med Yngve Stoor (1912-1985) i början på 1930-talet.
När Johannes Ehn dog 1928 i Chicamba i dagens Angola fick Hilma ett brev där det stod att han tros ha blivit förgiftad. Han begravdes i Banana, Kongo. Hilma levde i ytterligare 35 år efter makens död.
Världskulturmuseet i Göteborg har i sina samlingar 162 föremål, bl.a. spjut, sköldar, pilar, dolkar och musikinstrument, insamlade av Johannes Ehn under hans tid i Kongo på 1890-talet. Samlingen (ei1933.10) förvärvades 1933 från Hilma Ehn. Ett av föremålen är ett basttyg från Kongo, som 2004-2007 ingick i den tidigare utställningen "Horisonter - röster från ett globalt Afrika".

## Familj
Hilma Ehn var dotter till Anders Svensson Härj (1834-1905) och Margareta Augusta Häggblad, född Winnerbom (1841-1931). Hon hade 8 syskon. Hon gifte sig den 2 juni 1911 i Boma i dåvarande Belgiska Kongo med Johannes Ehn (1870-1928), efter att hon några år tidigare fött deras son Alf Tankred Ehn (1907-1974).